# Marcus Christensen
Pour les articles homonymes, voir Christensen.
Marcus Christensen, né le 2 avril 1970 à Toronto dans la province de l'Ontario, est un patineur artistique canadien, vice-champion du Canada en 1995.

## Biographie

### Carrière sportive
Au cours de sa carrière, Marcus Christensen est entraîné par Louis Stong, Marijane Stong et Paul Martini. Il est vice-champion du Canada en 1995 derrière son compatriote Sébastien Britten.
Il représente à un mondial junior (1988 à Brisbane) et quatre mondiaux seniors (1993 à Prague, 1994 à Chiba, 1995 à Birmingham et 1996 à Edmonton). Il ne participe jamais aux Jeux olympiques d'hiver.
Il arrête les compétitions sportives après les mondiaux de 1996.

### Reconversion
Marcus Christensen devient entraîneur de patinage artistique.

## Palmarès[1],[2]
| Compétitions principales      | 1988    | 1989    | 1990    | 1991    | 1992    | 1993    | 1994    | 1995    | 1996    |  |  |  |  |  |
| Jeux olympiques d'hiver       |         |         |         |         |         |         |         |         |         |  |  |  |  |  |
| Championnats du monde         |         |         |         |         |         | 10e     | 15e     | 31e     | 27e     |  |  |  |  |  |
| Championnats du Canada        |         | 10e     | 11e     | 8e      |         | 3e      | 4e      | 2e      | 3e      |  |  |  |  |  |
| Championnats du monde juniors | 9e      |         |         |         |         |         |         |         |         |  |  |  |  |  |
|                               |         |         |         |         |         |         |         |         |         |  |  |  |  |  |
| Autres Compétitions           | 1987/88 | 1988/89 | 1989/90 | 1990/91 | 1991/92 | 1992/93 | 1993/94 | 1994/95 | 1995/96 |  |  |  |  |  |
| Skate America                 |         |         |         |         |         |         |         | 9e      |         |  |  |  |  |  |
| Skate Canada                  |         |         |         |         | 4e      |         | 6e      |         |         |  |  |  |  |  |
| Trophée NHK                   |         |         |         |         |         |         | 7e      |         |         |  |  |  |  |  |
|                               |         |         |         |         |         |         |         |         |         |  |  |  |  |  |